# Tech N9ne
Tech N9ne właściwie Aaron Dontez Yates (ur. 8 listopada 1971 w Kansas City) – amerykański raper. Współwłaściciel wytwórni płytowej Strange Music.

## Życiorys
Do rozpoczęcia kariery rapowej podpuścił go jeden z jego kolegów z liceum. Na początku swojej kariery Tech N9ne był członkiem Nnutt Howze o czym często mówił w swych utworach opisując rozmieszczenie poszczególnych liter na klawiaturze telefonu − 6688846993. Grupa się rozwiązała wraz z odejściem z wytwórni Perspective Records.
W 1997 Tech N9ne przyłączył się do grupy The Regime stworzonej przez Yukmoutha w tym samym roku. Grupa zrzesza wielu artystów przede wszystkim z zachodu, a są to między innymi: Gonzoe, Messy Marv, Dru Down i The Realest.
W 1999 roku Tech N9ne wydaje swój debiutancki album The Calm Before The Storm w wytwórni Midwestside Records. W tym samym roku Travis O'Guin zaproponował Yatesowi spółkę w nowo powstałej wytwórni Strange Music. Rok później Tech N9ne wydaje kolejny album, The Worst, który doczekał się rok później reedycji w postaci The Worst: 2K Edition, w której trzy stare piosenki zastąpił trzema nowymi utworami.
W tym samym roku, czyli w 2001, ukazał się kolejny tytuł Anghellic.
W 2002 roku Tech N9ne wydaje Celsius, po wydaniu tego albumu Aaron opuszcza Midwestside Records. W nowej wytwórni jeszcze w tym samym roku wypuszcza Absolute Power. Płyta sprzedała się w ilości 250 000 kopii i zdobyła 79. pozycję na liście sprzedaży Billboard 200.
Rok później N9ne wydaje w swojej wytwórni reedycje albumu Anghellic zatytułowaną Anghelic: Reperation, album tradycyjne zawiera trzy nowe piosenki, które nie pojawiły się na wcześniejszej wersji.
Dwa lata później wychodzi już ósme solo popularnego rapera z Kansas City, Vintage Tech zawiera piosenki, które z różnych powodów nie zostały wydane na jego wcześniejszych albumach.
W 2006 Yates wydaje dwu-płytowy album Everready (The Religion), a rok później Missery Loves Kompany na którym prócz samego Aarona znaleźć można wielu innych zaprzyjaźnionych z nim artystów.
Dwa lata później ukazała się kolejna płyta pod nazwą Killer. W 2009 r. Tech N9ne wydał kolejny album pt. Sickology 101. Można znaleźć na tej płycie kilku znakomitych gości jak Crooked I, Chino Xl czy Krayzie Bone. Nie zabrakło tradycyjnie współpracującego bardzo często z Aaronem Krizza Kaliko, Potlucka, Kutta Calhouna czy Big Scooba.
W tym samym roku, 26 października, pojawił się album o bardziej mrocznym i poważniejszym klimacie zatytułowany K.O.D., co oznacza "King of Darkness" (Król ciemności). Na płycie pojawili się m.in. Krizz Kaliko, Three 6 Mafia, Brotha Lynch Hung, Big Scoob i Kutt Calhoun.
Na początku roku 2010 Tech N9ne pojawił się w nowym hymnie The Wake Up Show u boku artystów takich, jak Crooked I, B-Real, Tajai z grupy Souls Of Mischief, Ras Kass, czy RZA, legendarny producent ze składu Wu-Tang Clan.
27 lipca raper wydał kolejny album z serii Tech N9ne Collabos (po Sickology 101 i Misery Loves Kompany) – The Gates Mixed Plate. Płyta była odwrotem od mrocznych klimatów prezentowanych na poprzednim krążku. Akcja promującego album singla i teledysku "O.G." dzieje się w sieci fastfood popularnej w Kansas City "Gates Bar B.Q.".
Z pewnych złych wydarzeń w jego życiu, Aaron postanowił wydać EP-kę o nazwie Seepage. Na albumie udzielili się Krizz Kaliko i Big Sccob. Tech N9ne powiedział, że po EP Lost Scripts of K.O.D. nie wyda już mrocznej produkcji. Album został wydany 25 października 2010 roku.
Grudnia 23 na koniec roku Tech N9ne przygotował swój pierwszy mixtape Bad Seazon razem z popularnym DJ-em Whoo Kidem. Mixtape został bardzo dobrze przyjęty przez fanów. Gościnnie wystąpili Kutt Calhoun, Krizz Kaliko czy Jay Rock. W pierwszym tygodniu sprzedano 4400 egzemplarzy.
7 czerwca 2011 r. Aaron D. Yates przygotował album, z dużymi sławami mainstreamowymi takimi jak Busta Rhymes, Snoop Dogg, Lil' Wayne, Twista, B.o.B czy Yelawolf. Tytuł sprzedał się najlepiej ze wszystkich ostatnich produkcji N9ne'a, bo w pierwszym tygodniu sprzedano 55 715 sztuk, co zaowocowało 4. miejscem na liście sprzedaży Billboard 200.
W swoje 40. urodziny (8 listopad) raper wydał album pt. Welcome to Strangeland. Płyta była promowana klipem do singla "Who Do I Catch". Tytuł zadebiutował na 21. miejscu notowania Billboard 200 i sprzedał się w 22 000 kopii.

## Dyskografia
- The Calm Before the Storm (1999)
- The Worst (2000)
- Anghellic (2001)
- Celcius (2002)
- Absolute Power (2002)
- Vintage Tech (2005)
- Everready (The Religion) (2006)
- Misery Loves Kompany (2007)
- Killer (2008)
- Sickology 101 (2009)
- K.O.D. (2009)
- The Lost Scrips Of K.O.D. EP (2010)
- The Gates (Mixed Plate) (2010)
- Seepage EP (2010)
- Bad Season (Mixtape) (2010)
- All 6's and 7's  (2011)
- Welcome To Strangeland  (2011)
- Klusterfuk EP  (2012)
- E.B.A.H EP  (2012)
- Boiling Point EP  (2012)
- Something Else  (2013)
- Therapy EP (2013)
- Special Effects (2015)
- The Storm (2016)
- Planet (2018)